# Eurylepta leoparda
Eurylepta leoparda är en plattmaskart. Eurylepta leoparda ingår i släktet Eurylepta och familjen Euryleptidae. Inga underarter finns listade i Catalogue of Life.